# Johnny Knoxville
Johnny Knoxville (født Philip John Clapp, Jr., 11. marts 1971 i Knoxville, Tennessee, USA) er en amerikansk skuespiller, stuntmand, og komiker. Knoxville er mest kendt som lederpersonen og skaberen af drengerøvsserien Jackass på MTV.
Johnny Knoxville fik sin første anerkendelse da han skrev artikler i en avis i Tennessee, der omhandlede såkaldte »Do Not Try This At Home«-forsøg. Dette førte senere til stiftelsen af Jackass. 

## Filmografi
- Desert Blues (1995) – Bob
- Coyote Ugly (2000) – Fyr på college
- Life Without Dick (2001) – Dick Rasmusson
- Don't Try This At Home: The Steve-O Video (2001)
- Big Trouble (2002) – Eddie Leadbetter
- Deuces Wild (2002) – Vinnie Fish
- Men in Black II (2002) – Scrad/Charlie
- Jackass: The Movie (2002) – Sig selv
- Grand Theft Parsons (2003) – Phil Kaufman
- Walking Tall (2004) – Ray Templeton
- A Dirty Shame (2004) – Ray Ray Perkins
- Lords of Dogtown (2005) – Topper Burks
- The Dukes of Hazzard (2005) – Luke Duke
- Daltry Calhoun (2005) – Daltry Calhoun
- The Ringer (2005) – Steve Barker
- Jackass: Number Two (2006) – Sig selv
- Killshot (2007) – slettede scener, Ferris Britton
- Jackass: Number 2.5 (2008) – Sig selv
- Jackass 3D (2010) – Sig selv
- Teenage Mutant Ninja Turtles (2014) – stemme, Leonardo
- Action Point (2018) - Deshawn Crious "D.C." Carver

 Dette afsnit eller denne liste er kun påbegyndt. Hvis du ved mere om emnet, kan du hjælpe Wikipedia ved at tilføje mere.